# Предварительное правосудие
Предварительное (превентивное, предупредительное) правосудие — концепция, в соответствии с которой наряду с судебным разбирательством, осуществляемым после совершения неких действий, осуществляется деятельность по предотвращению совершения нелегальных действий добросовестными субъектами. Обычно считается, что подобным целям служит нотариат латинского типа.

Помни, что твоя миссия состоит в том, чтобы не было споров между людьми.— Десятая заповедь Международного союза нотариата
Предполагается, что подобный институт значительно снижает расходы общества на судопроизводство. Так, в 1996 году расходы на судопроизводство в США, где нет латинского нотариата, составили 2 % от ВВП. В государствах Западной Европы, где такой нотариат есть, эти расходы составили 0,4 %, то есть в 5 раз меньше.

## Предварительное правосудие в художественных произведениях

### Роберт Хайнлайн,«Достаточно времени для любви, или жизни Лазаруса Лонга»
Руководитель планеты Секундус ввёл предварительное правосудие в отношении наследственного права.

Я изменил правила. На нашей планете человек перед смертью имеет право отдать завещание на апробацию, и в случае наличия сомнительных мест суд обязан помочь клиенту сформулировать их так, чтобы завещание наиболее полно отвечало целям. После выполнения подобной операции суд не принимает протестов, а завещание автоматически вступает в силу после смерти завещателя. Конечно же, если он изменит текст — новый документ должен также подвергнуться апробации. Короче, изменять завещание — дело накладное. Зато потом мы обходимся без адвокатов, они не имеют более никакого отношения к завещанию.

### Уильям Тенн, «Срок авансом»
Для предупреждения преступлений в будущем вводится институт предварительного отбывания срока за преступления. Допреступники добровольно отбывают срок, равный половине положенного за планируемое преступление. Отбывшие этот срок (и оставшиеся в живых) получают право на безнаказанное совершение преступления. Статистика свидетельствует, что это очень эффективная профилактическая мера.

### Филип К. Дик, «Особое мнение»
см. также: фильм «Особое мнение»
Три мутанта, способные видеть ближайшее будущее, используются для борьбы с преступниками. Предупреждённые полицейские арестовывают человека за убийство (или другое преступление), которое он ещё не успел совершить, но которое обязательно совершил бы, не вмешайся полиция. Несостоявшиеся убийцы отправляются в концентрационный лагерь. Благодаря этой системе, предотвращается 99,8 % преступлений. Последнее убийство произошло за 5 лет до описываемых событий.